# 花明楼鎮
花明楼鎮（かめいろうちん）は中華人民共和国湖南省長沙市寧郷市の鎮。鎮名は南宋詩人・陸游の作品『遊山西村』の名句「山重水複疑無路、柳暗花明又一村」に由来する。

## 行政区画
- 黄家沖社区
- 花明楼社区
- 花明楼村
- 炭子沖村
- 楊林村
- 金元村
- 戚佳山村
- 靳源村
- 芙蓉寨村
- 常青村
- 石立村
- 靳江村
- 大夫堂村
- 二橋村
- 朱石橋村
- 竹湖村
- 一新村
- 三江村
- 双樹村

## 歴史
清代の『寧郷県志』に「昔有斉公、擇此築楼、課其二子攻読其中」と記録されている。

## 経済

### 名物・特産品
- 耐火粘土

## 地理
花明楼鎮は寧郷市の南東部に位置し、北は東湖塘鎮と、東及び南東は道林鎮と、西は如意郷と、南は蓮花鎮、大屯営鎮とそれぞれ接している。
- 山：双獅嶺

## 教育
- 初級中学：花明楼中学
- 高級中学：寧郷四中

## 交通

### 道路
- 省道：1823省道、S208線
- 県道：X087、X086、X085
- 高速道路：長韶婁高速道路

## 観光
劉少奇故居を中心とした地域は中国の5A級観光地（2013年認定）。
- 劉少奇故居
- 古楚城堡大夫堂
- 芙蓉寨森林公園

## 出身有名人

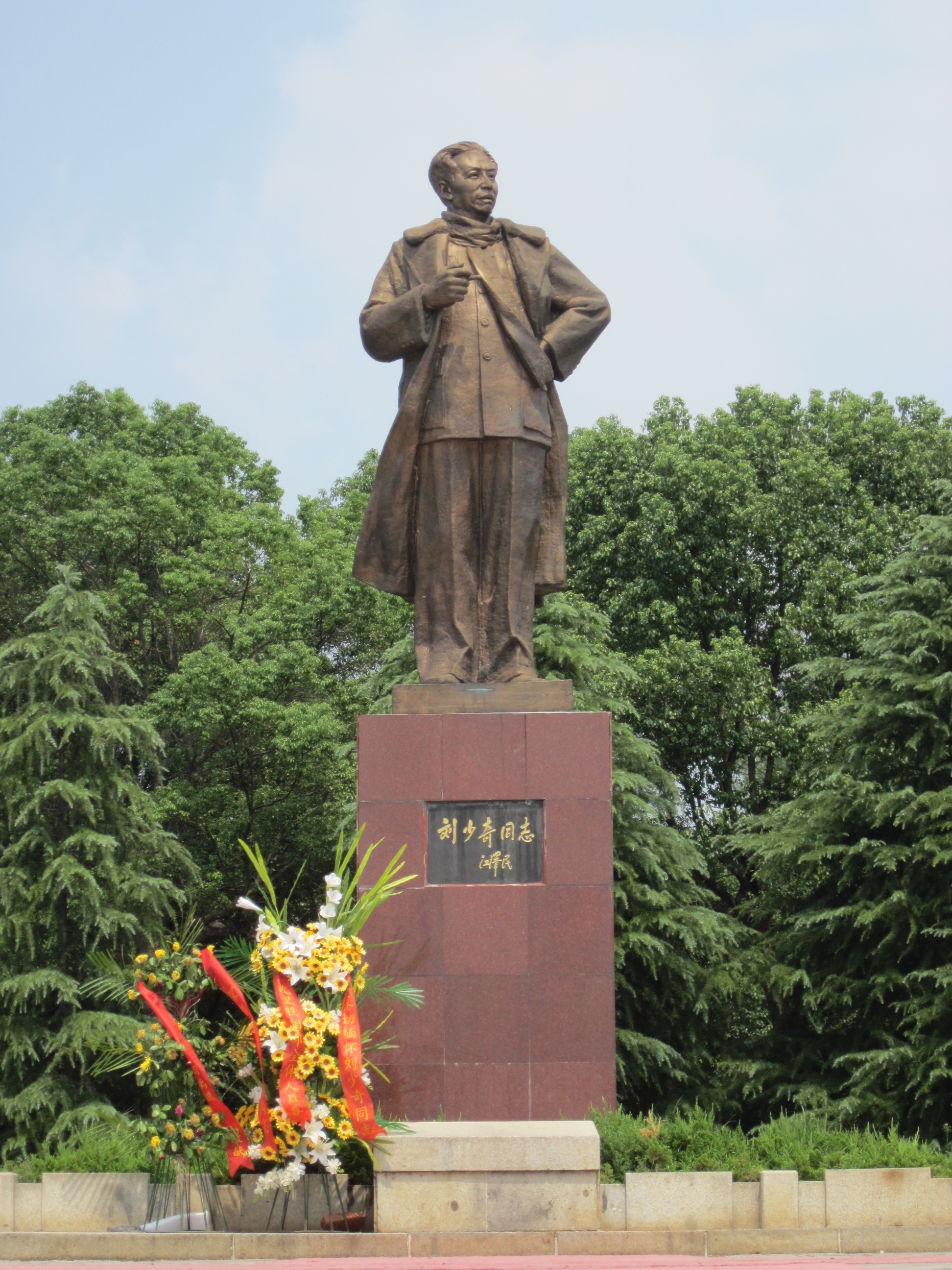
劉少奇故居の広場にある劉少奇銅像

- 陶汝鼐：明代の学者、翰林院士。
- 陶立典：清代の学者、順治時期の内閣中書。
- 王坦修：清代の学者、乾隆翰林院林院檢討。
- 袁名曜：清代の学者、翰林院編纂。
- 朱衣点：清代太平軍の将領。
- 陳家鼎：辛亥革命の革命家。
- 周文：彫刻家
- 楊世焯：芸術家
- 楊佩貞：刺繍芸術家
- 劉少奇：政治家